# Championnat d'Ouganda de football 2022-2023
Navigation
Edition précédente Edition suivante
La saison 2022-2023 du Championnat d'Ouganda de football est la 54e édition du championnat de première division ougandais. Les seize clubs engagés sont regroupés au sein d'une poule unique où ils s'affrontent à deux reprises, à domicile et à l'extérieur. En fin de saison, les trois derniers du classement sont relégués et remplacés par les trois meilleurs clubs de Big League, la deuxième division ougandaise.
Le Vipers Sports Club est le tenant du titre.

## Déroulement de la saison
La saison 2022-2023 commence le 30 septembre 2022 et doit se terminer le 4 juin 2023.
Le promu Kyetume FC est exclu avant le début de la saison pour un problème de licence, le club est rétrogradé en troisième division. De ce fait, le championnat se déroule avec quinze équipes.
Onduparaka FC a une pénalité de deux points avant de commencer la saison, pour des troubles survenus lors de la 28e journée de la saison précédente.

## Participants
- Bul FC
- Busoga United FC
- Bright Stars FC
- Onduparaka FC
- Express Football Club
- Kampala City Council
- Wakiso Giants FC
- Uganda Revenue Authority SC
- Villa Sports Club
- Vipers Sports Club
- Uganda Peoples Defence Forces
- Arua Hill SC
- Blacks Power FC - Promu de D2
- Maroons FC - Promu de D2
- Kyetume FC - Promu de D2
- Gaddafi FC

## Compétition

### Classement
Le classement est établi sur le barème de points classique (victoire à 3 points, match nul à 1, défaite à 0). Pour départager les égalités, on tient d'abord compte de la différence de buts générale, puis du nombre de buts marqués, puis des confrontations directes.
| Rang | Équipe                        | Pts  | J  | G  | N  | P  | Bp | Bc | Diff |
| ---- | ----------------------------- | ---- | -- | -- | -- | -- | -- | -- | ---- |
| 1    | Vipers SC T C                 | 53   | 28 | 15 | 8  | 5  | 40 | 13 | +27  |
| 2    | Kampala City Council          | 53   | 28 | 15 | 8  | 5  | 44 | 23 | +21  |
| 3    | Villa Sports Club             | 52-2 | 28 | 17 | 3  | 8  | 27 | 20 | +7   |
| 4    | Arua Hill SC                  | 44   | 28 | 13 | 5  | 10 | 33 | 28 | +5   |
| 5    | Uganda Revenue Authority SC   | 42   | 28 | 10 | 12 | 6  | 36 | 23 | +13  |
| 6    | Maroons FC P                  | 41   | 28 | 10 | 11 | 7  | 28 | 29 | -1   |
| 7    | Bul FC                        | 36   | 28 | 8  | 12 | 8  | 31 | 23 | +8   |
| 8    | Wakiso Giants FC              | 36   | 28 | 9  | 9  | 10 | 30 | 27 | +3   |
| 9    | Bright Stars FC               | 35   | 28 | 9  | 8  | 11 | 23 | 30 | -7   |
| 10   | Express Football Club         | 34   | 28 | 8  | 10 | 10 | 31 | 35 | -4   |
| 11   | Gaddafi FC                    | 31   | 28 | 7  | 10 | 11 | 22 | 29 | -7   |
| 12   | Busoga United FC              | 28-3 | 28 | 9  | 4  | 15 | 18 | 40 | -22  |
| 13   | Uganda Peoples Defence Forces | 27   | 28 | 6  | 9  | 13 | 24 | 40 | -16  |
| 14   | Blacks Power FC P             | 25   | 28 | 6  | 8  | 14 | 21 | 41 | -20  |
| 15   | Onduparaka FC                 | 22-2 | 28 | 5  | 9  | 14 | 24 | 38 | -14  |
| 16   | Kyetume FC P                  | 0    | 0  | 0  | 0  | 0  | 0  | 0  | 0    |

|  | Qualification pour la Ligue des champions de la CAF 2023-2024                        |
|  | Qualification pour la Coupe de la confédération 2023-2024                            |
|  | Relégation directe en Big League                                                     |
|  | Exclu                                                                                |
|  | T : Tenant du titre C : Vainqueur de la Coupe d'Ouganda 2023 P : Promu de Big League |

- Onduparaka FC a deux points de pénalités de la saison 2021-2022[4].
- Villa Sports Club a deux points de pénalité en raison du comportement de ses supporters[5].
- Busoga United FC a trois points de pénalités en raison du comportement de ses supporters[6].

## Bilan de la saison
| Championnat d'Ouganda de football 2022-2023                        |                      |
| Champion                                                           | Vipers SC (6e titre) |
| Coupes et trophées                                                 |                      |
| Vainqueur de la Coupe d'Ouganda 2022-2023                          | Vipers SC            |
| Qualifications continentales                                       |                      |
| Ligue des champions de la CAF 2023-2024                            | Vipers SC            |
| Coupe de la confédération 2023-2024                                | Kampala City Council |
| Promotions et relégations                                          |                      |
| Promus en Championnat d'Ouganda de football                        |                      |
| Relégués en Championnat d'Ouganda de football de deuxième division | Blacks Power FC      |
| Relégués en Championnat d'Ouganda de football de deuxième division | Onduparaka FC        |
| Relégués en Championnat d'Ouganda de football de deuxième division | Kyetume FC           |